# Kosmos 2261
Kosmos 2261, ruski satelit upozorenja iz programa Kosmos. Vrste je Oko (US-KS), programa Svemirske vojske Rusije. Lansiran je 10. kolovoza 1993. godine u 14:53 s kozmodroma Pljesecka - lansirališta br. 16 u Rusiji. Lansiran je u orbitu Molnija raketom nosačem Molnija-M 8K78M s blokom 2BL u višoj fazi rakete. Orbita mu je bila 625 km u perigeju i 9725 km u apogeju. Orbitna inklinacija bila je 62,9°. COSPARova oznaka je 1993-051-A.  Spacetrackov kataloški broj je 22741, a dodijelilo mu ga je Svemirsko zapovjedništvo Sjedinjenih Država. Zemlju je obilazio u 717,7 minuta. Pri lansiranju bio je mase 1900 kg. Referentni sustav bio je geocentrični.
Satelit su projektirali za prepoznati lansiranja projektila. Za to se služio optičkim teleskopom i infracrvenim senzorom. Zapadni stručnjaci smatraju da je satelit prestao raditi ožujka 1998. godine i da je destruktivno vratio se u atmosferu 31. prosinca 2012. godine, odnosno 1. siječnja 2013. u nekim vremenskim zonama. Predviđeno vrijeme povratnog ulaska u atmosferu bilo je 31. prosinca 2012. u 11:29 UTC ± 2 sata.

## Vanjske poveznice
- N2YO.com Search Satellite Database
- Celes Trak SATCAT Format Documentation (engl.)
- Planet4589.org Tablični prikaz podataka o satelitima